# Bedfordshire
Bedfordshire er et ceremonielt grevskab i England. Administrationsbyen (county town) er Bedford. Bedfordshire grænser op til Cambridgeshire, Northamptonshire, Buckinghamshire (med Milton Keynes) og Hertfordshire.

## Selvstyrende kommuner
Luton blev i 1997 en selvstændig kommune (Unitary authority).
I 2009 blev grevskabsrådet nedlagt; hvorefter Bedford og Central Bedfordshire også blev til selvstyrende kommuner

## Byer og Stednavne
- Ampthill
- Barton-le-Clay, Bedford, Biggleswade, Beeston
- Clophill, Cranfield
- Dunstable
- Eversholt
- Flitwick
- Hockliffe
- Kempston
- Leighton Buzzard
- Luton
- Marston Moretaine, Millbrook
- Old Warden
- Sandy, Shefford, Stotfold, Studham
- Toddington
- Whipsnade, Woburn, Woburn Sands

## Seværdigheder
- Bedford Castle
- Bedford Corn Exchange
- Bushmead Priory
- Cecil Higgins Art Gallery & Bedford Museum
- Bedford Park
- Cardington (R101 hangar)
- Chicksands Priory
- Chiltern Hills
- De Grey Mausoleum
- Dunstable Downs
- Elstow Moot Hall
- Harrold-Odell Country Park
- Houghton House
- Leighton Buzzard Light Railway
- Luton Hoo
- Luton Museum & Art Gallery
- Marston Vale Community Forest
- Mossman Collection
- Priory Country Park
- RAF Henlow
- RSPB The Lodge, Sandy
- Someries Castle
- The Shuttleworth Collection
- St Paul's Church
- Stockwood Craft Museum
- Swiss Garden, Old Warden
- Wardown Park
- Waulud's Bank
- Whipsnade Wildlife Park
- Whipsnade trækatedral
- Willington Dovecote & Stables
- Woburn Abbey
- Woburn Safari Park
- Woodside Farm and Wildfowl Park
- Wrest Park Gardens